# Alfréd Forbáth
Alfréd Forbáth (Pecs, 31 de marzo de 1897 – Vällingby, Suecia, 23 de mayo de 1972), también conocido como Alfred Forbath, como Fred Forbath, y como Alfréd Füchsl, fue un arquitecto y urbanista húngaro establecido por largo tiempo en Suecia.

## Biografía
Nació en Pecs, en el sur de Hungría radicándose tiempo después en Budapest, donde en el año 1914 comenzó sus estudios de arquitectura en la Universidad Técnica. En 1918 se trasladó a Munich, donde continuó con su formación académica hasta 1920 en que se graduó junto con Theodor Fischer.
Entre 1920 y 1922 fue llamado por Walter Gropius para que trabajase con él en la Bauhaus de Weimar. En 1923 fundó, junto con Sándor Bortnyik la Neue Reklame Gestaltung Company, llevando a cabo sus primeros proyectos. En 1926 protagonizó una exposición en la Bauhaus y en 1928 abrió su propio estudio en Berlín, elaborando conjuntos de viviendas en Alemania.  Entre 1932 y 1933, junto con Ernst May, viajó hasta la extinta URSS para realizar el planeamiento y construcción de viviendas en diversas ciudades.
En 1933 regresó a Hungría, donde siguió ejerciendo como arquitecto independiente hasta 1938, cuando se trasladó a Suecia, donde en un principio se convirtió en el arquitecto de la ciudad de Lund y donde posteriormente trabajó como urbanista y arquitecto. Asimismo, impartió clases en la Universidad Técnica de Estocolmo y radicó ahí hasta su muerte en 1972.